# هانس ستيفن
هانس ستيفن (بالألمانية: Hans Steffen)‏ هو جغرافي وأستاذ جامعي ألماني، ولد في 1865 في Nordwestuckermark ‏ في ألمانيا، وتوفي في 1936 في دافوس في سويسرا.